# Waaler-Aarskog-Syndrom
Das Waaler-Aarskog-Syndrom ist eine sehr seltene angeborene Erkrankung mit den Hauptmerkmalen Hydrocephalus, Skelettfehlbildung mit Schulterblatthochstand.
Synonyme sind: Ferlini-Ragno-Calzolari-Syndrom; Hydrozephalus - costovertebrale Dysplasie – Sprengel-Anomalie
Die Namensbezeichnungen beziehen sich auf die Autoren der Erstbeschreibung aus dem Jahre 1980 durch die norwegischen Pädiater P. E. Waaler und D. Aarskog sowie auf die Hauptautoren eines Berichtes aus dem Jahre 1995 durch die italienischen Ärzte Alessandra Ferlini, Michele Ragno, Elisa Calzolari und Mitarbeiter.
Die Erkrankung ist nicht mit dem Aarskog-Syndrom zu verwechseln, einer Entwicklungsstörung.

## Verbreitung und Ursache
Die Häufigkeit wird mit unter 1 zu 1.000.000 angegeben, bislang wurde über lediglich 8 Betroffene berichtet. Es wird autosomal-dominanter oder X-chromosomal dominanter Erbgang vermutet. Die Ursache ist nicht bekannt.

## Klinische Erscheinungen
Klinische Kriterien sind:
- nach kopfwärts verlagerte Schulterblätter
- Hydrocephalus
- Gesichtsdysmorphie wie Hypertelorismus, breiter und flacher Nasenrücken, nach vorne weisende Nasenlöcher, tief ansetzende Ohren, hoher Gaumen, betonter Unterkiefer
- Zahnschmelzhypoplasie

Hinzu können psychomotorische Retardierung, Psychose, Brachydaktylie und Costovertebrale Dysplasie an Rippen und Wirbelsäule sowie verbreiterter Abstand zwischen 1. und 2. Zehe kommen.